# Elatostema ranongense
Elatostema ranongense är en nässelväxtart som beskrevs av T. Yahara. Elatostema ranongense ingår i släktet Elatostema och familjen nässelväxter. Inga underarter finns listade i Catalogue of Life.